# Luciano Armanni
Luciano Armanni (Napoli, 7 marzo 1839 – 15 marzo 1903) è stato un medico italiano.
Laureato in medicina e chirurgia nel 1861, è stato assistente di Luigi Amabile e del suo successore Otto von Schrön.
Professore di istopatologia, nel 1887 divenne professore ordinario. È stato il fondatore e direttore dell'istituto di anatomia patologica presso l'ospedale degli Incurabili. Oltre al suo lavoro ha contribuito all'organizzazione del sistema ospedaliero in Italia.
Ha condotto numerosi e importanti studi e ricerche sulla tubercolosi  riprodusse lesioni tubercolari nella cornea della cavia mediante l'innesto di sostanza caseosa prelevata da focolai patologici (a proposito della quale accertò la contagiosità della sostanza caseosa del tubercolo) e sulla sifilide (di cui descrisse la localizzazione epatica) e anche la lesione renale nel diabete mellito che porta il suo nome.